# Lazzaretto Vecchio
Il Lazzaretto Vecchio è un'isola della Laguna Veneta, situata molto vicino alla costa occidentale del Lido di Venezia. Ospitò un ospedale, che curava gli appestati durante le epidemie. Fu in seguito adibita, come altre isole, a postazione militare. La sua superficie è di 2,53 ettari e conta fabbricati sviluppati per 8.400 m².

## Dalle origini alla fondazione dell'ospedale
Fu abitata inizialmente dai Padri Eremitani, che vi avevano eretto una chiesa consacrata a Santa Maria di Nazareth ed un ricovero per i pellegrini che andavano o tornavano dalla Terrasanta (1249).
Nel 1423, su consiglio di San Bernardino da Siena, il Senato della Repubblica deliberò di destinare l'isola a ricovero di persone e merci provenienti da paesi infetti e di provvedere i ricoverati di vitto, medicine e assistenza. Sembra che il termine lazzaretto derivi proprio dalla chiesa di Santa Maria di Nazareth, con sovrapposizione del nome del patrono degli appestati, San Lazzaro. Le spese per la manutenzione dell'ospizio furono sostenute, nei primi sessant'anni, con una parte dei proventi dell'Ufficio del Sale, per passare poi sotto la gestione di un permanente Magistrato di Sanità, al quale si dovevano quei provvedimenti di precauzione, visite, controlli, quarantene.
Dal 1468, l'isola ebbe il compito di ricevere gli ammalati che, sospettati di essere contagiati, erano stati visitati nella nuova costruzione del Lazzaretto Nuovo.

## Il complesso del Lazzaretto
Già allora, l'isola era divisa in due da un canale, attraversato da un ponte: nella porzione più piccola vi erano un deposito di polvere da sparo ed un alloggio per i soldati di guardia (il casello); in quella maggiore, a forma di rettangolo, era situato l'ospedale vero e proprio, che aveva ormai inglobato l'insediamento monastico preesistente, inizialmente integrato con baracche e capannoni in legname, gradualmente sostituiti da edifici in muratura.
Gli edifici erano allineati sui lati di una piazzetta e di due cortili. Sulla piazzetta si trovavano le abitazioni del priore e del suo assistente, i magazzini degli attrezzi, il serbatoio dell'acqua e le gallerie dove gli uomini sospetti di contagio passavano la quarantena. Intorno al primo cortile, in origine il chiostro del convento, si trovavano le abitazioni dei provveditori generali e dei rettori veneti che tornavano in patria. Intorno al secondo cortile c'erano cento cellette per i ricoverati. Dietro ai fabbricati si trovavano dei prati e delle tettoie - separati una dall'altra da cancelli di legno - in cui si praticava l'espurgo delle merci a seconda delle varie contumace.
Nel 1564 l'ospedale fu allargato, interrando parte della laguna circostante. Nel 1586 viene costruita la cavana (cioè un ricovero per le imbarcazioni) sul rio di ingresso al complesso.

## La decadenza e il recupero
Dal 1846 al 1965 l'isola, come molte altre, passò alle autorità militari, prima austriache e poi italiane. Durante questo periodo ha luogo la demolizione di due ali del chiostro, della chiesa con il campanile, del parlatorio e di altri edifici.
Successivamente, Lazzaretto Vecchio fu dato in concessione dal Comune di Venezia ad un gruppo cinofilo, ai fini di ospitare un ricovero per cani randagi.
Fra il 2004 e il 2008 l’isola conobbe interventi di recupero da parte del Ministero dei lavori pubblici e il Ministero per i beni e le attività culturali in previsione dell'allestimento del Museo della Città e della Laguna di Venezia. Nell'occasione, gli scavi portarono alla luce fosse singole e comuni con oltre 1.500 scheletri di appestati, la cui analisi fornì informazioni relative alla vita dei veneziani del Cinquecento. Tuttavia il progetto fu sospeso per mancanza di fondi e l’isola ha quindi rischiato nuovamente l’abbandono e il degrado.
Dal settembre 2013 la Soprintendenza Archeologica del Veneto ha attivato un protocollo d’intesa per servizio di vigilanza, visita pubblica e piccole manutenzioni per mezzo del contributo gratuito dell’associazione Archeoclub di Venezia, già attiva da decenni nell'isola del Lazzaretto Nuovo. Grazie ai volontari e a un significativo passaparola, l'isola è oggi aperta mensilmente ospitando migliaia di visitatori.
Nel 2020 il Ministero per i beni e le attività culturali ha ribadito il proprio interesse nel realizzare sull'isola il Museo archeologico nazionale della Laguna di Venezia.

## Galleria d'immagini

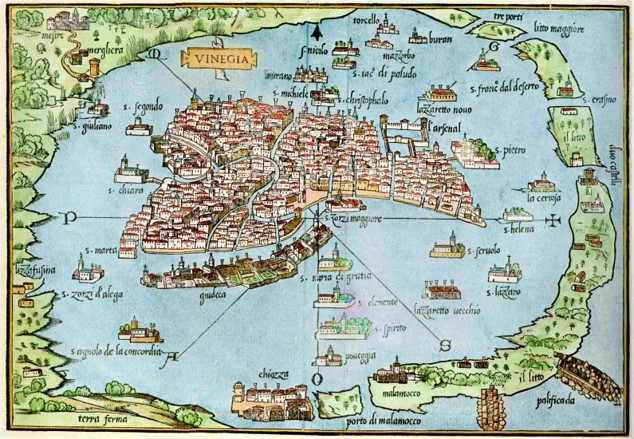
Benedetto Bordone, Veduta di Venezia, 1528
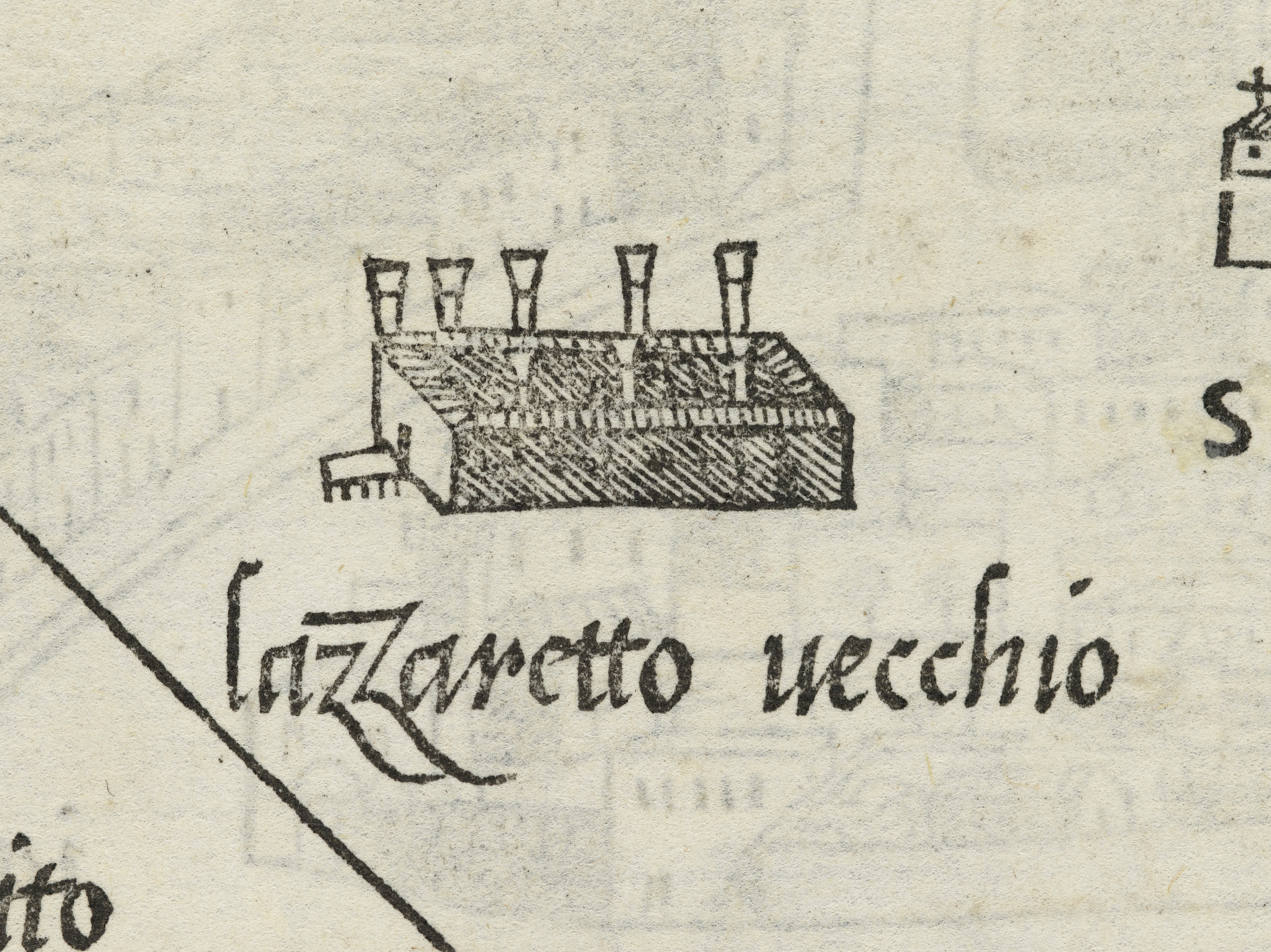
Benedetto Bordone, Veduta di Venezia, 1528, particolare
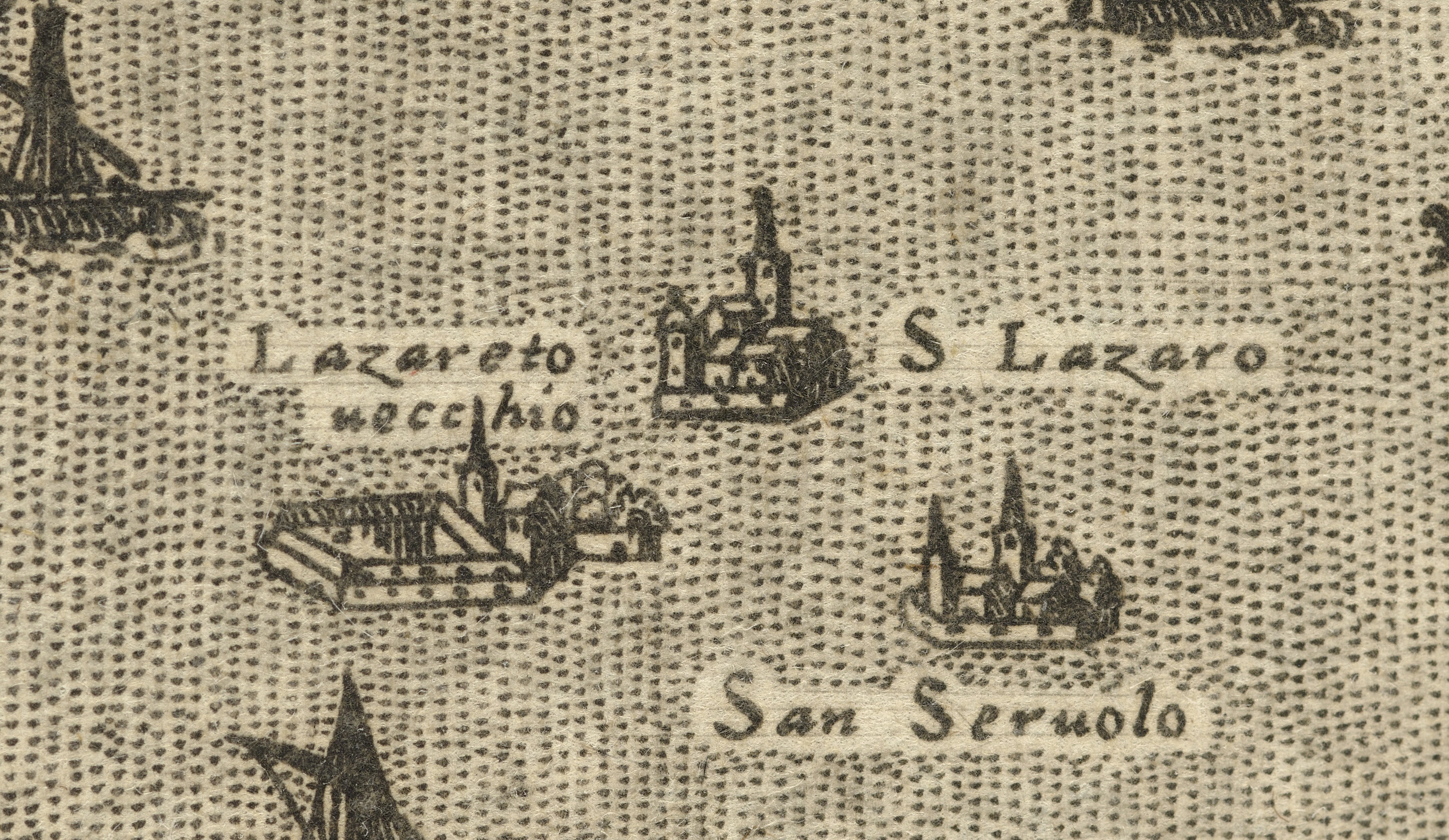
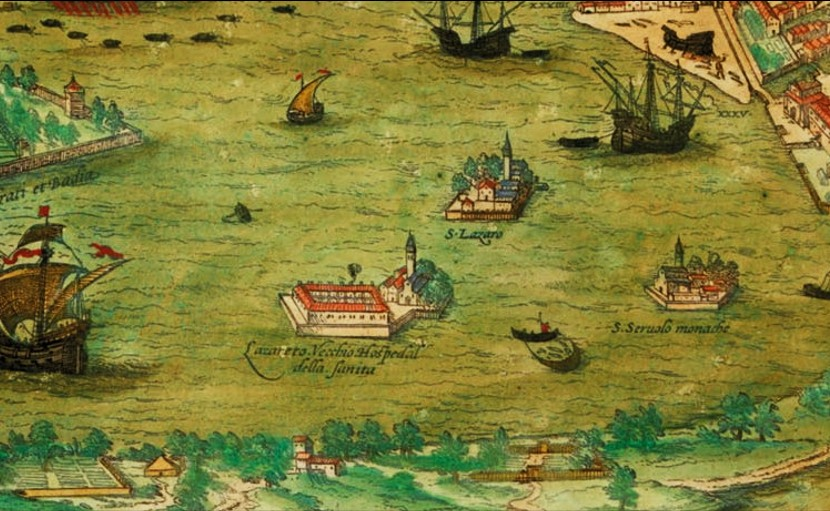
Georg Braun e Frans Hogenberg, Civitas orbis terrarum, 1612, particolare
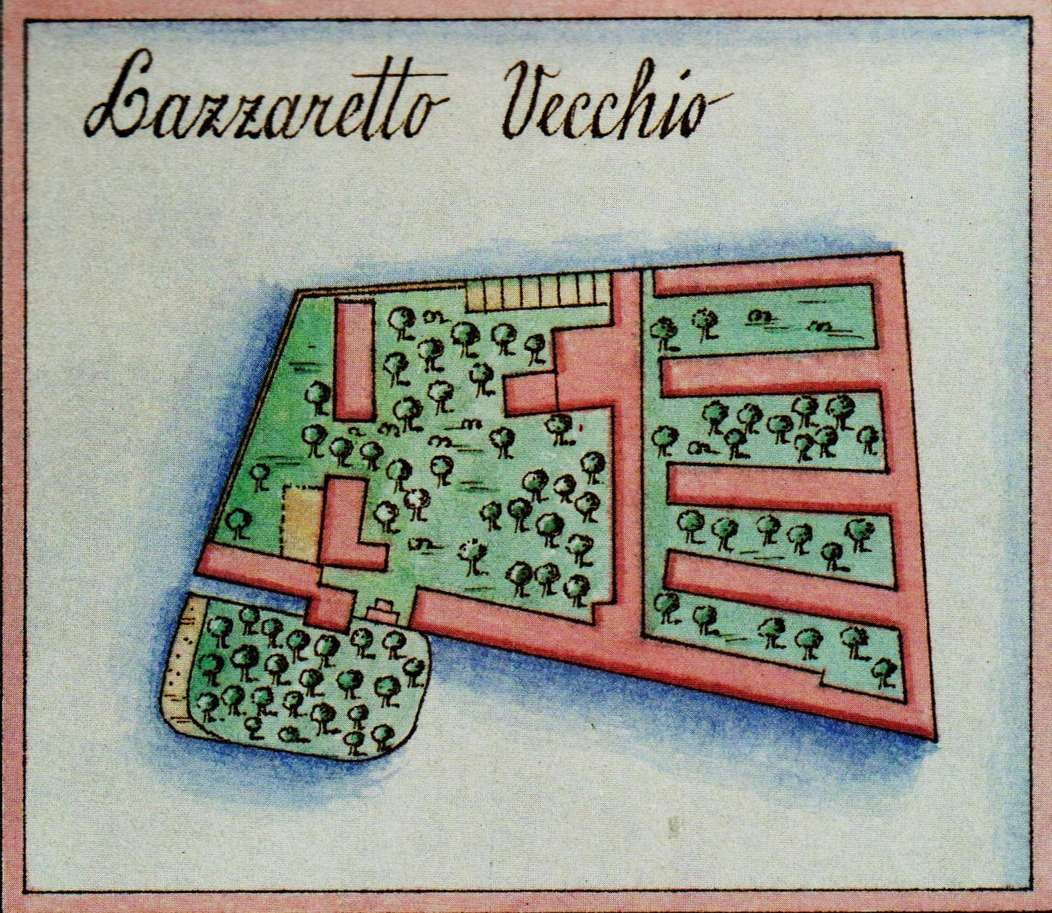
Lazzaretto Vecchio
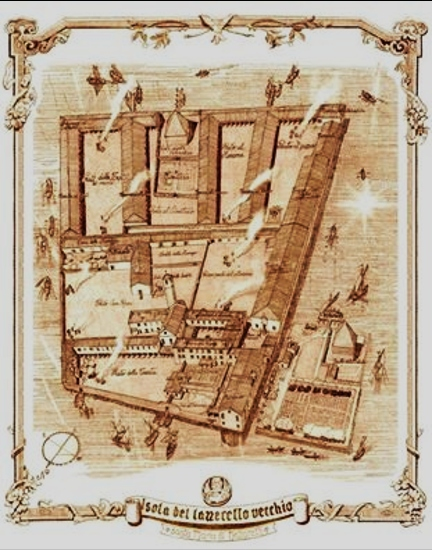
Lazzaretto Vecchio, assonometria
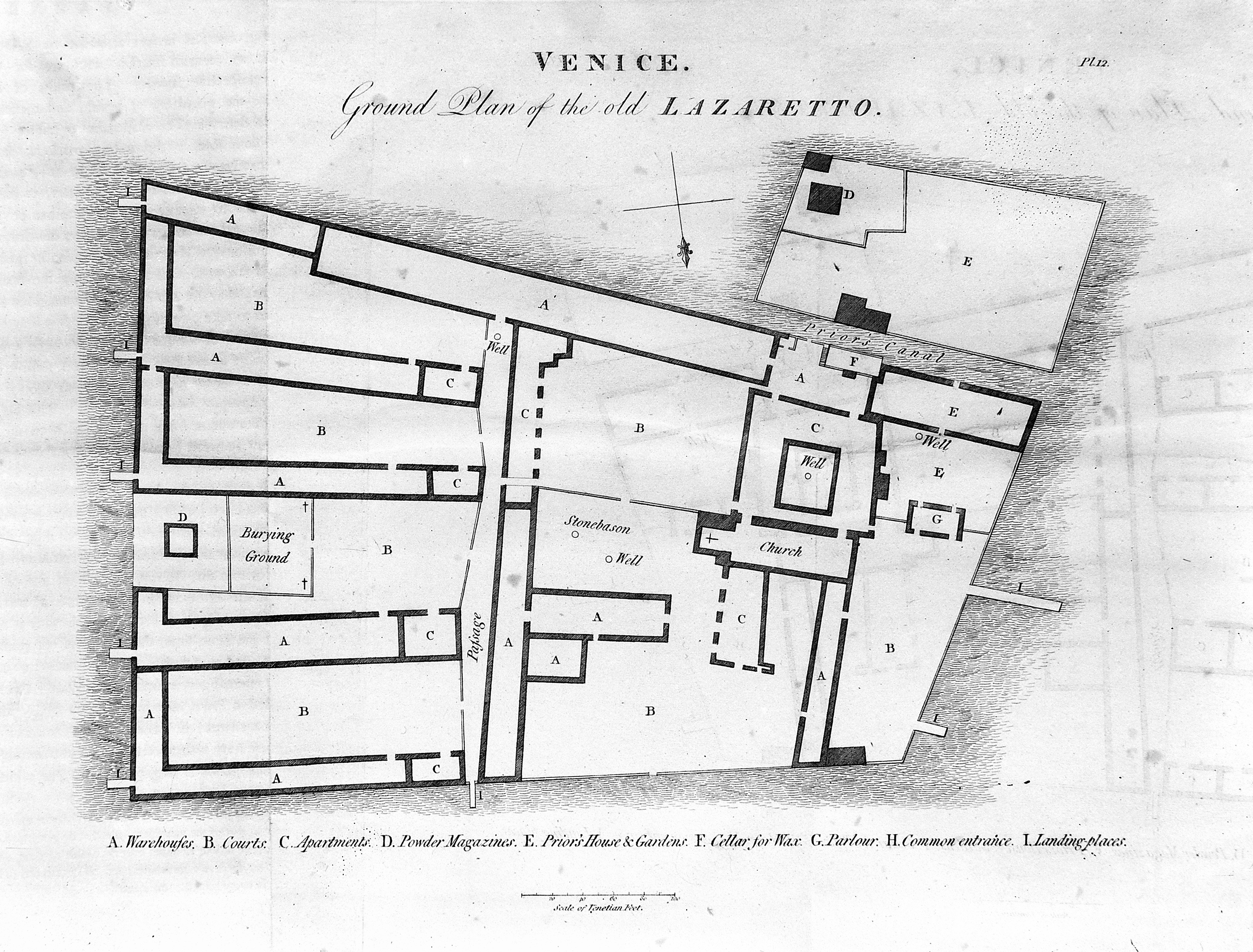
Lazzaretto Vecchio
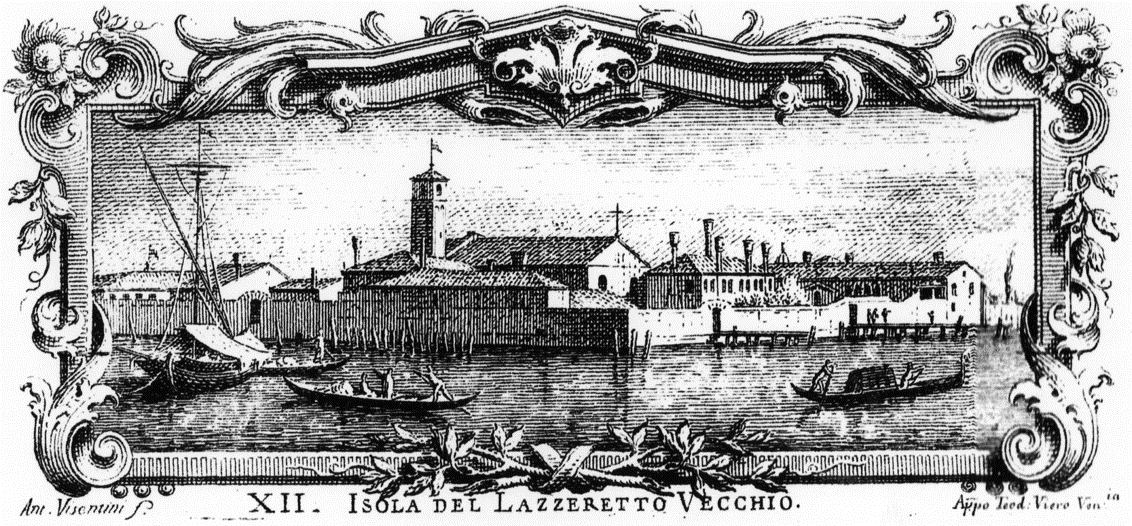
Antonio Visentini Isolario Veneto, 1777
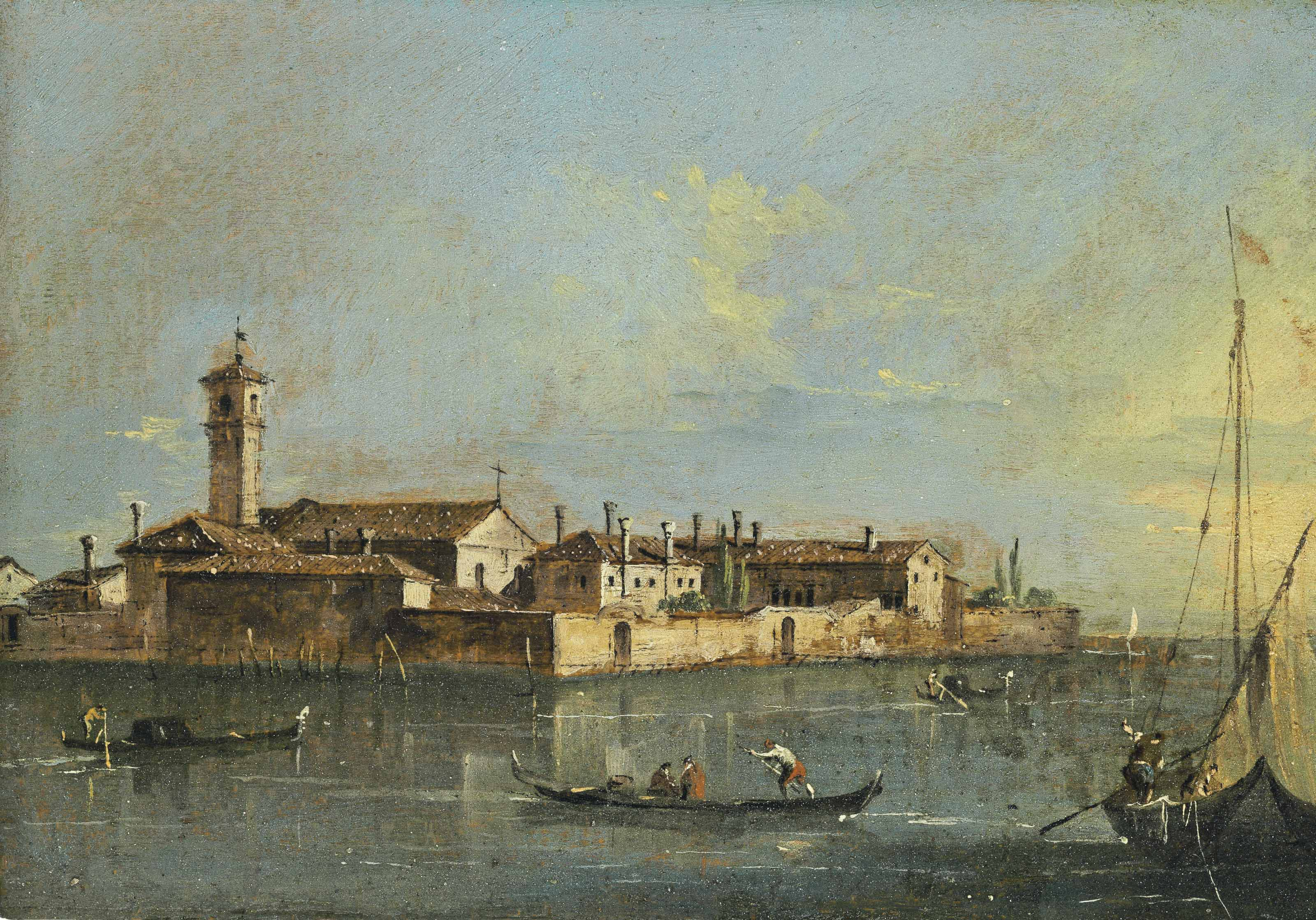
Giacomo Guardi Lazzaretto Vecchio
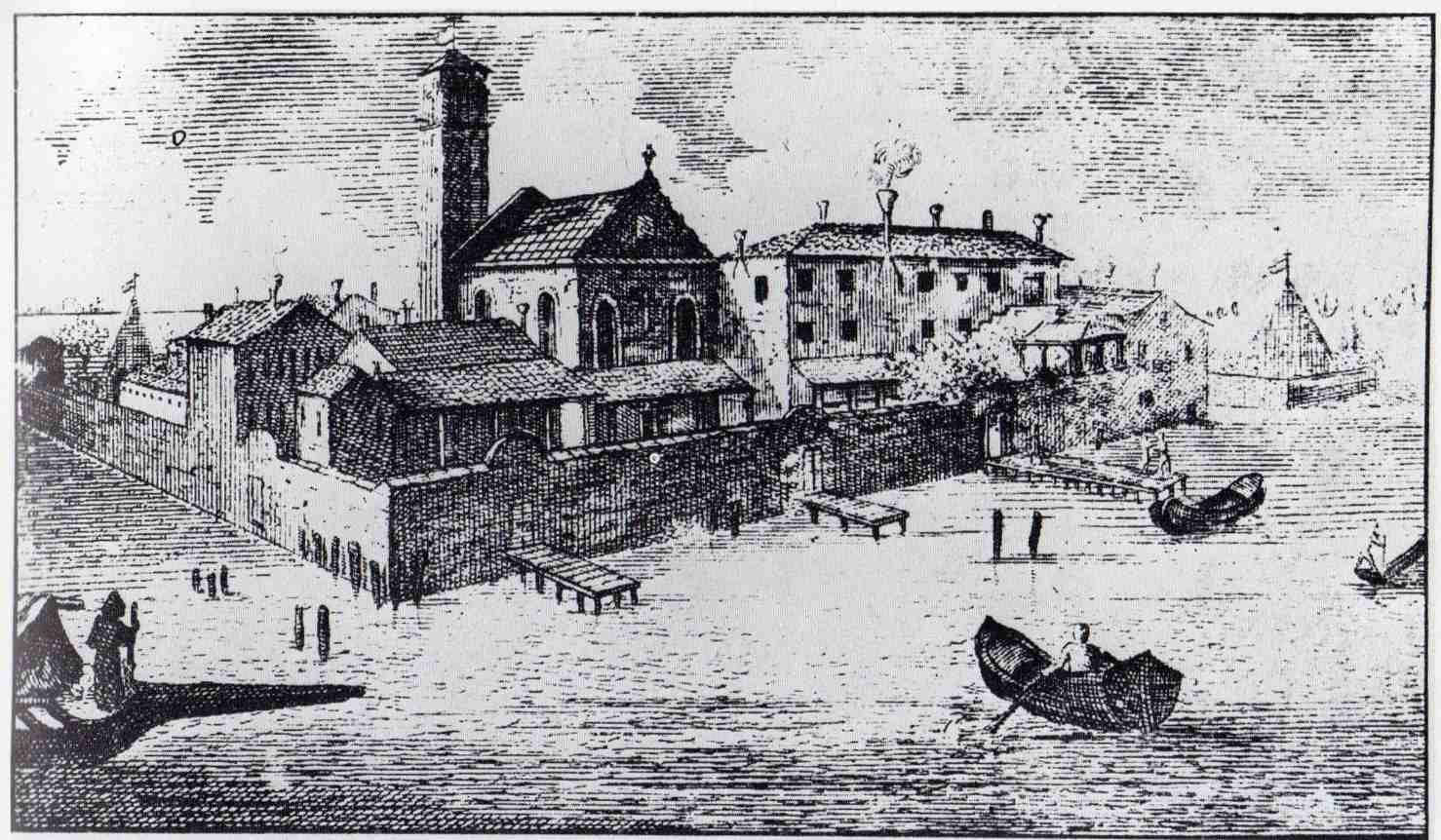
G.B. Albrizzi, Isola del Lazzaretto vecchio, incisione del Filosi, sec. XIX
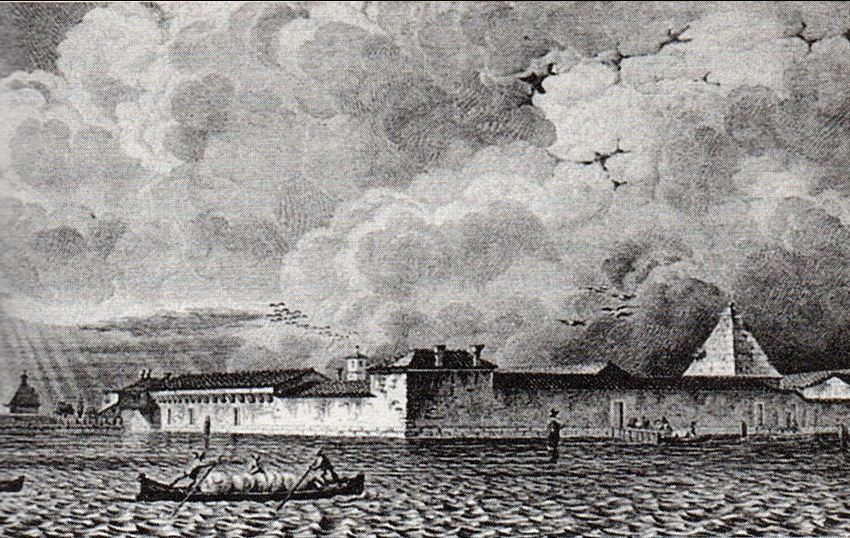
Lazzaretto Vecchio, Siti pittoreschi e prospettive delle lagune venete, Venezia, 1838
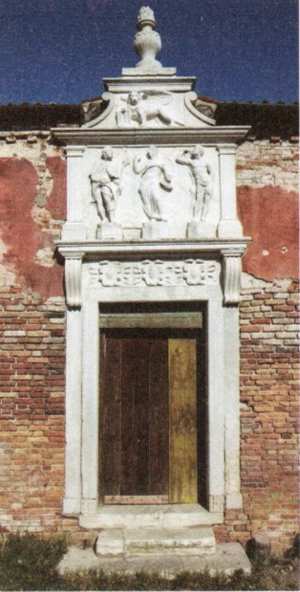
Lazzaretto Vecchio, portale con i santi Sebastiano e Rocco, protettori della peste a fianco di Cristo Redentore
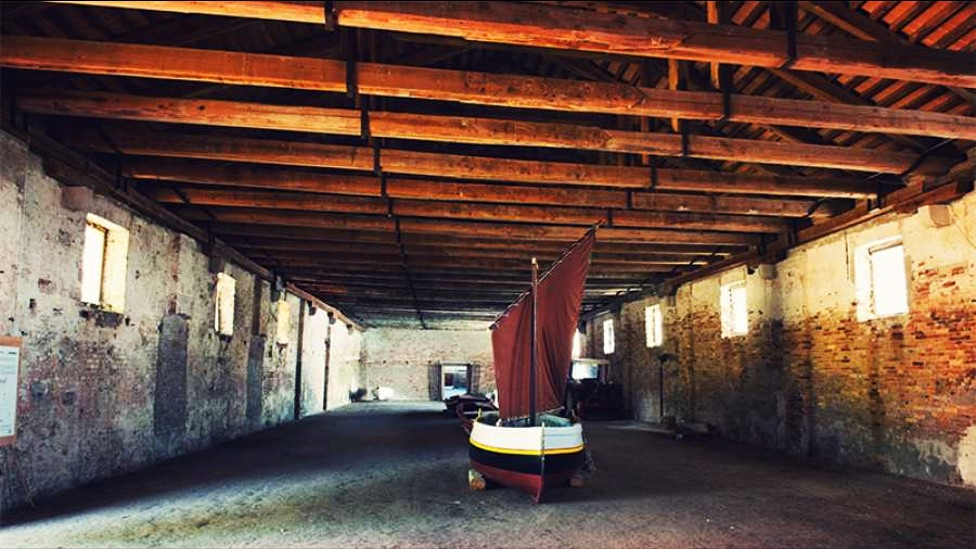
Lazzaretto Vecchio, Teson
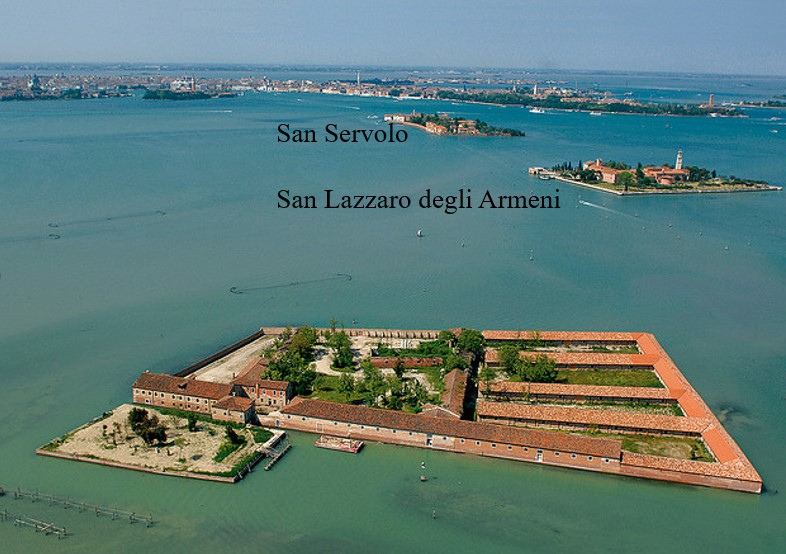
Veduta aerea